# إيليوبولي
إيليوبولي: (باليونانية:Ηλιούπολη)، (بالإنجليزية:Ilioupoli)، أيضاً هليوبوليس، مدينة يونانية تقع في وسط جنوب البلاد ضمن منطقة أتيكا الإدارية، وهي ضاحية أثينية من الجهة الجنوبية الشرقية.

## الموقع والتسمية
تقع المدينة على السفوح الغربية لجبل هيميتوس كحال العديد من ضواحي أثينا الشرقية، وتعود تسمية المدينة باللغة اليونانية (هليوبوليس) إلى هليوس وتعني الشمس، بوليس وتعني مدينة، وبالتالي يصبح معنى الاسم (مدينة الشمس).

## متفرقات
- كانت أراضي المدينة عبارة عن غابات ومناطق زراعية حتى ثلاثينات القرن العشرين.
- بدأ العمران في المدينة في أربعينات القرن الماضي.
- ترتبط شوارع المدينة مع بعضها لتعمل شكلاً بيضوياً، كما هو الحال في مدينة صن ستي في أريزونا حيث تتكون المدينة من خمس حلقات بيضوية.
- تقع غابة هيميتوس إلى الشمال الشرقي من المدينة.

## توأمة
لإيليوبولي اتفاقيات توأمة مع كل من:
- نوفي ساد
- Anafi [الإنجليزية]‏
- ياش
- ماراثينا
- Larnaca Municipality  [لغات أخرى]‏ (29 سبتمبر 2000 - )[3]

## أعلام
- غريغوريس ماكوس